# Rahva Sõna
Rahva Sõna („Das Wort des Volkes“) war von 1927 bis 1938 eine überregionale politische Zeitung in Estland. Sie war in der Zwischenkriegszeit das wichtigste Sprachrohr der estnischen Sozialdemokratie.
Die Erstausgabe kam am 1. März 1927 heraus. Von 1927 bis 1934 erschien Rahva Sõna als Tageszeitung sechs Mal pro Woche. Aufgrund zurückgehender Leserschaft erschien sie vom 1. April 1933 an nur noch zweimal wöchentlich. Von 1935 bis 1938 kam sie nur noch einmal im Monat heraus.  
Sitz der Redaktion war die estnische Hauptstadt Tallinn. 1927/28 war der sozialdemokratische Politiker August Rei Chefredakteur der Zeitung.
Am 23. September 1938 wurde die Zeitung durch die autoritäre rechtsgerichtete Regierung von Konstantin Päts  eingestellt.